# Grand Prix automobile de Grande-Bretagne 2017
GP précédent GP suivant
Le Grand Prix automobile de Grande-Bretagne 2017 (2017 Formula 1 Rolex British Grand Prix), disputé le 16 juillet 2017 sur le circuit de Silverstone, est la 966e épreuve du championnat du monde de Formule 1 courue depuis 1950, à l'endroit où se disputa aussi la première d'entre-elles. Il s'agit de la soixante-huitième édition du Grand Prix de Grande-Bretagne comptant pour le championnat du monde de Formule 1, la cinquante-et-unième disputée sur le circuit de Silverstone, et de la dixième manche du championnat 2017.
Lors de son ultime tentative, dans la troisième phase des qualifications, Lewis Hamilton, en abaissant de deux secondes le record de la piste, réalise sa sixième pole position de la saison, sa cinquième à Silverstone et la soixante-septième de sa carrière, à une unité du record de Michael Schumacher. Il devance d'une demi-seconde la Ferrari de Kimi Räikkönen (l'écart de 547 millièmes de seconde étant le plus important constaté cette saison), plus rapide que son coéquipier Sebastian Vettel qui part en deuxième ligne avec Max Verstappen ; auteur du quatrième temps, Valtteri Bottas est en effet pénalisé d'un recul de cinq places sur la grille après le changement de la boîte de vitesses de sa Mercedes. La troisième ligne est occupée par Nico Hülkenberg et Sergio Pérez et la quatrième par Esteban Ocon et Stoffel Vandoorne qui obtient son meilleur résultat en qualifications depuis ses débuts.
Lewis Hamilton mène en solitaire l'intégralité de son Grand Prix national et, auteur du meilleur tour dans sa quarante-huitième boucle, réalise le quatorzième hat trick et le cinquième chelem de sa carrière pour sa quatrième victoire de la saison, sa cinquième à Silverstone et la cinquante-septième de sa carrière. Derrière le Britannique, tout se joue dans les deux derniers tours. Au quarante-neuvième passage, Kimi Räikkönen occupe toujours, comme depuis le départ, la deuxième place quand son pneu avant gauche part en lambeaux, le forçant à passer par son stand. Au tour suivant, Sebastian Vettel, dépassé peu avant par Valtteri Bottas remonté de la neuvième place sur la grille, qui occupe dès lors la troisième position, est victime du même mal qui le contraint également à un arrêt au stand. Alors que Räikkönen parvient à finir sur le podium, l'Allemand rétrograde jusqu'au septième rang et fait une mauvaise opération au championnat du monde. Entretemps, Valtteri Bottas, profite des déboires de Raïkkönen pour prendre la deuxième place, à bonne distance de son coéquipier, et assurer le second doublé de la saison pour les Flèches d'Argent. Après trois abandons successifs, Max Verstappen amène sa Red Bull en quatrième position, devant son coéquipier Daniel Ricciardo revenu du dix-neuvième rang sur la grille de départ et élu « Pilote du jour » pour cette performance. Nico Hülkenberg fête les quarante ans des débuts de Renault en Formule 1, lors XXX British Grand Prix, en se classant sixième. Derrière Vettel, Esteban Ocon et Sergio Pérez terminent huitième et neuvième, à un tour du vainqueur, et Felipe Massa prend le point de la dixième place.
Vettel conserve la tête du championnat avec 177 points et devance Hamilton d'un seul point (176 points) ; suivent Bottas (154 points), Ricciardo (117 points), Räikkönen (98 points) et Verstappen (57 points) qui passe Pérez (52 points). Mercedes, avec 330 points, conserve la tête du championnat devant Ferrari (275 points) qui devance Red Bull Racing (174 points) ; suivent Force India (95 points), Williams (41 points), Scuderia Toro Rosso (33 points), Haas (29 points), Renault (26 points), Sauber (5 points) et McLaren (2 points).

## Pneus disponibles
| Pneus pour piste sèche | Pneus pour piste sèche | Pneus pour piste sèche | Pneus pluie    | Pneus pluie |
| ---------------------- | ---------------------- | ---------------------- | -------------- | ----------- |
| Super tendres          | Tendres                | Médiums                | Intermédiaires | Pluie       |

## Essais libres

### Première séance, le vendredi de 10 h à 11 h 30
| Pos. | Pilote           | Voiture            | Chrono         | Écart     |
| ---- | ---------------- | ------------------ | -------------- | --------- |
| 1    | Valtteri Bottas  | Mercedes           | 1 min 29 s 106 |           |
| 2    | Lewis Hamilton   | Mercedes           | 1 min 29 s 184 | + 0 s 078 |
| 3    | Max Verstappen   | Red Bull-TAG Heuer | 1 min 29 s 604 | + 0 s 498 |
| 4    | Daniel Ricciardo | Red Bull-TAG Heuer | 1 min 29 s 942 | + 0 s 836 |
| 5    | Kimi Räikkönen   | Ferrari            | 1 min 30 s 137 | + 1 s 031 |
| 6    | Sebastian Vettel | Ferrari            | 1 min 30 s 517 | + 1 s 411 |

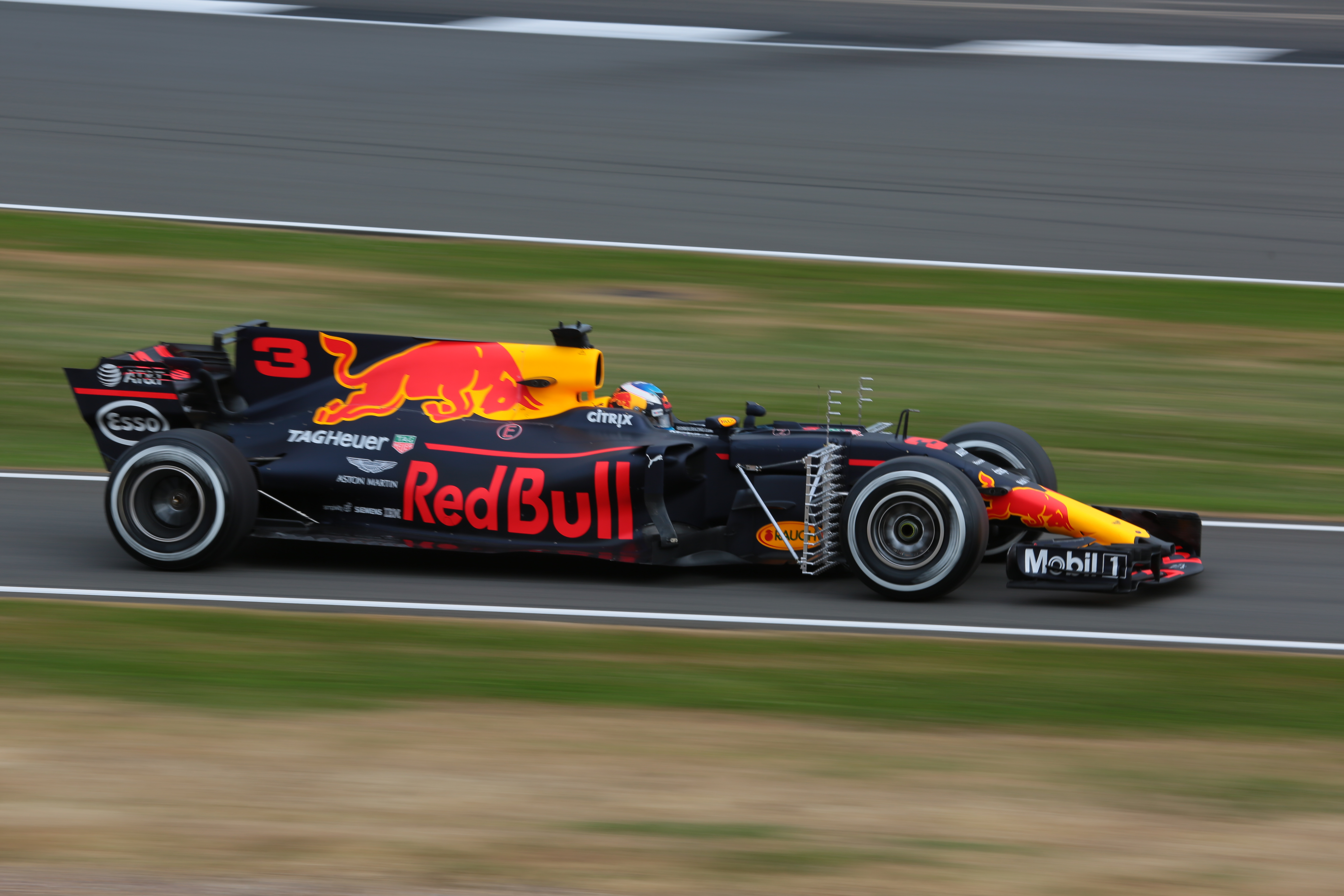
Daniel Ricciardo au volant de sa monoplace en phase de test au Grand Prix de Grande-Bretagne 2017.

- Avec un tour en 1 min 29 s 106, Valtteri Bottas bat le record de la piste ; les deux premiers sont en deçà du temps réalisé pour la pole position de l'édition 2016 par Lewis Hamilton (1 min 29 s 287)[2].
- Antonio Giovinazzi, pilote-essayeur chez Haas F1 Team, remplace Kevin Magnussen lors de cette séance d'essais.

### Deuxième séance, le vendredi de 14 h à 15 h 30
| Pos. | Pilote           | Voiture            | Chrono         | Écart     |
| ---- | ---------------- | ------------------ | -------------- | --------- |
| 1    | Valtteri Bottas  | Mercedes           | 1 min 28 s 496 |           |
| 2    | Lewis Hamilton   | Mercedes           | 1 min 28 s 543 | + 0 s 047 |
| 3    | Kimi Räikkönen   | Ferrari            | 1 min 28 s 828 | + 0 s 332 |
| 4    | Sebastian Vettel | Ferrari            | 1 min 28 s 956 | + 0 s 460 |
| 5    | Max Verstappen   | Red Bull-TAG Heuer | 1 min 29 s 098 | + 0 s 602 |
| 6    | Daniel Ricciardo | Red Bull-TAG Heuer | 1 min 29 s 586 | + 1 s 090 |

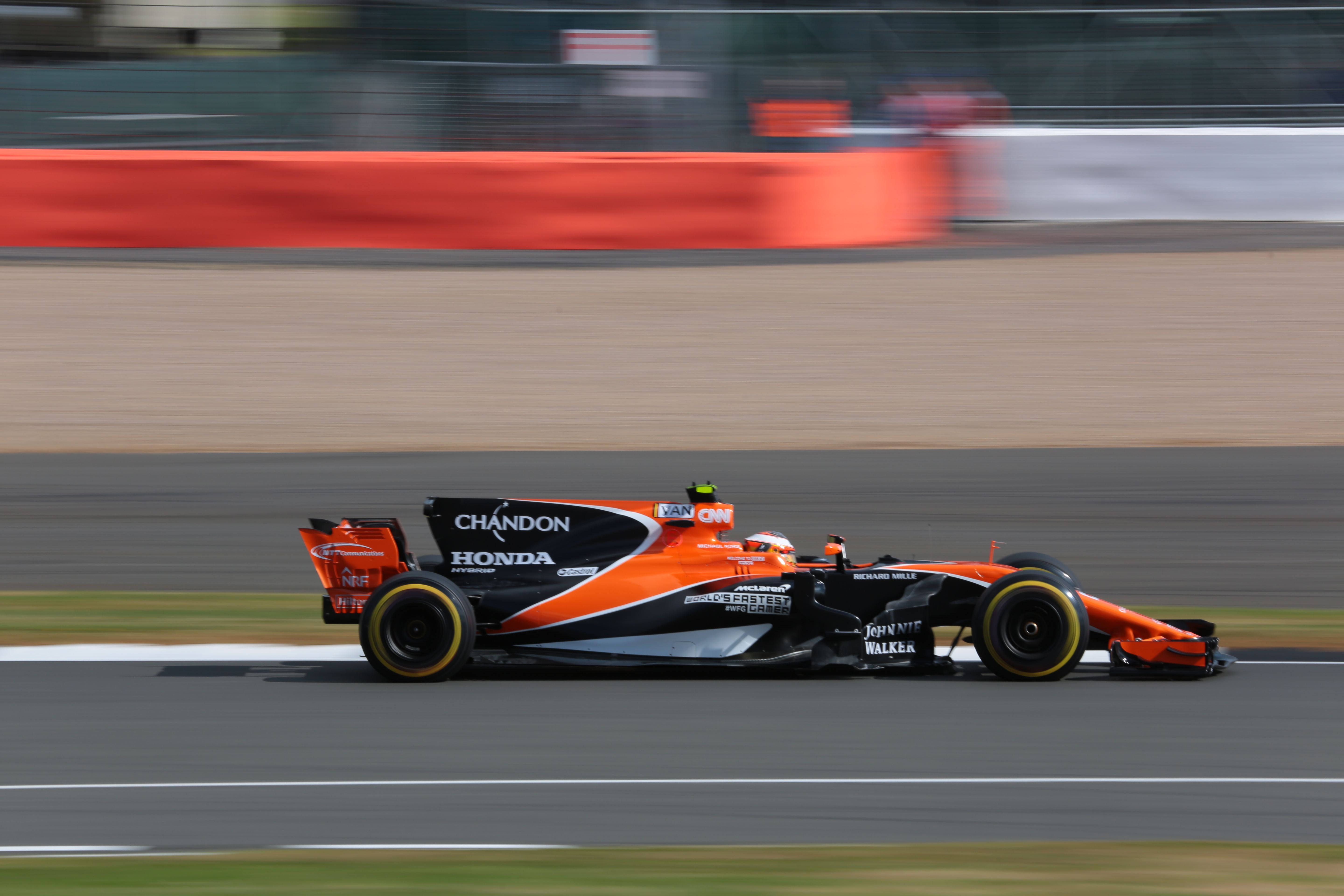
Stoffel Vandoorne au Grand Prix de Grande-Bretagne 2017.

- Avec un tour en 1 min 28 s 496, Valtteri Bottas bat à nouveau le record de la piste. Les quatre premiers de cette session sont en deçà du précédent record, établi le matin même par Bottas[4].

### Troisième séance, le samedi de 10 h à 11 h
| Pos. | Pilote           | Voiture            | Chrono         | Écart     |
| ---- | ---------------- | ------------------ | -------------- | --------- |
| 1    | Lewis Hamilton   | Mercedes           | 1 min 28 s 063 |           |
| 2    | Sebastian Vettel | Ferrari            | 1 min 28 s 095 | + 0 s 032 |
| 3    | Valtteri Bottas  | Mercedes           | 1 min 28 s 137 | + 0 s 074 |
| 4    | Kimi Räikkönen   | Ferrari            | 1 min 28 s 732 | + 0 s 669 |
| 5    | Nico Hülkenberg  | Renault            | 1 min 29 s 480 | + 1 s 417 |
| 6    | Daniel Ricciardo | Red Bull-TAG Heuer | 1 min 29 s 612 | + 1 s 549 |

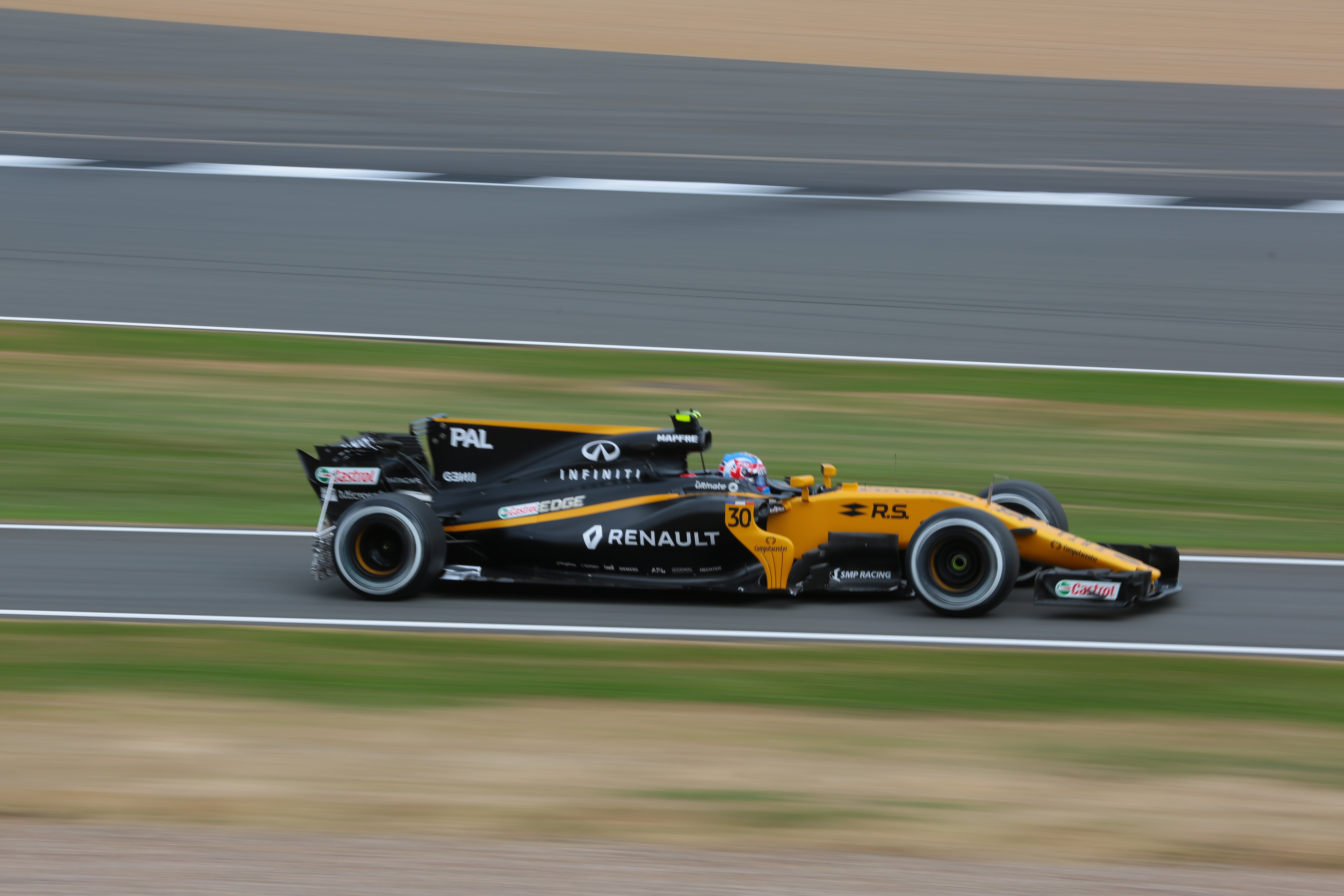
Jolyon Palmer au Grand Prix de Grande-Bretagne 2017.

- Le record de la piste est une nouvelle fois battu ; désormais, il appartient à Lewis Hamilton, avec un tour effectué en 1 min 28 s 063. Les quatre premiers de cette session sont en deçà du précédent record établi la veille par Bottas[6].

## Séance de qualifications

### Résultats des qualifications

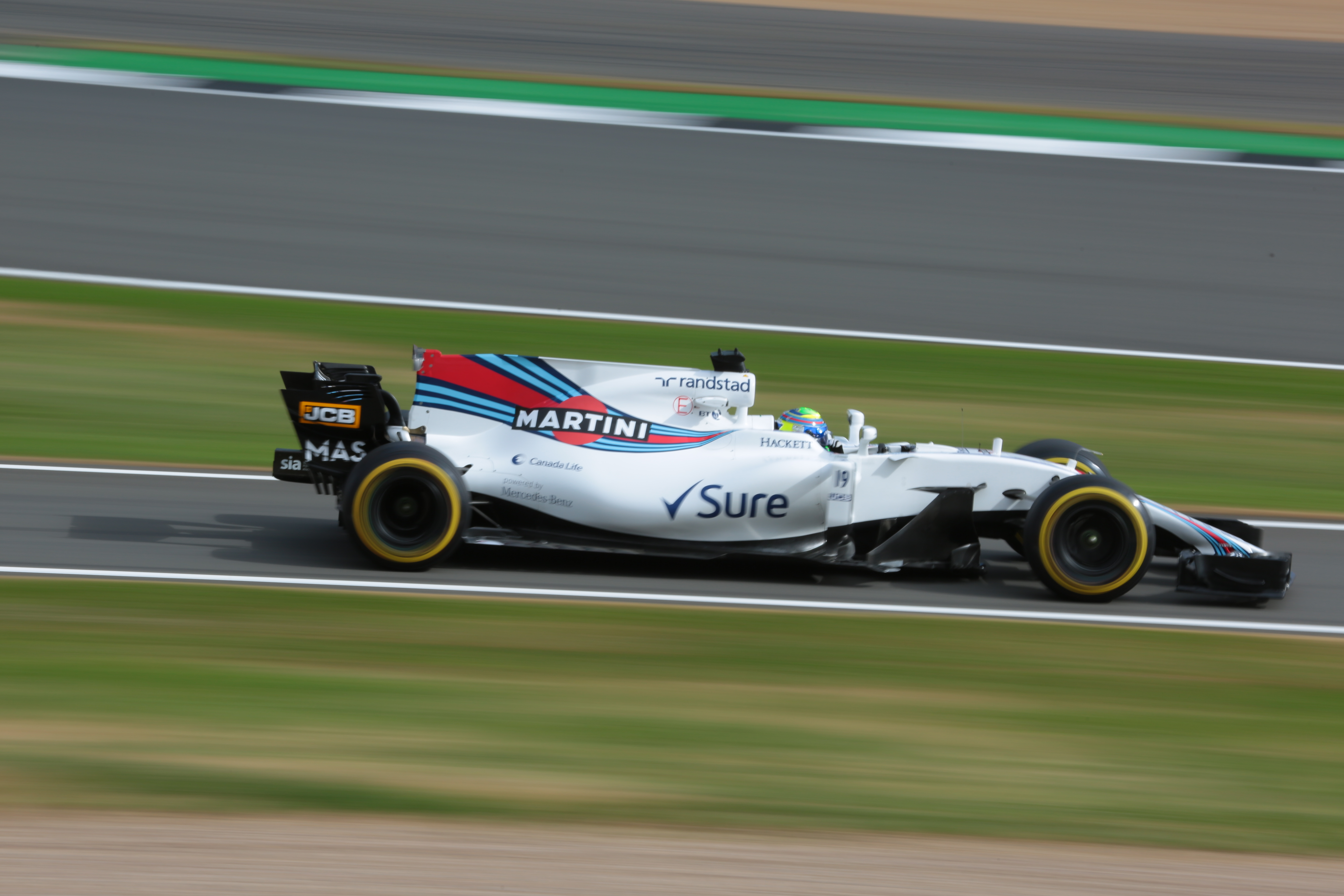
Felipe Massa au Grand Prix de Grande-Bretagne 2017.

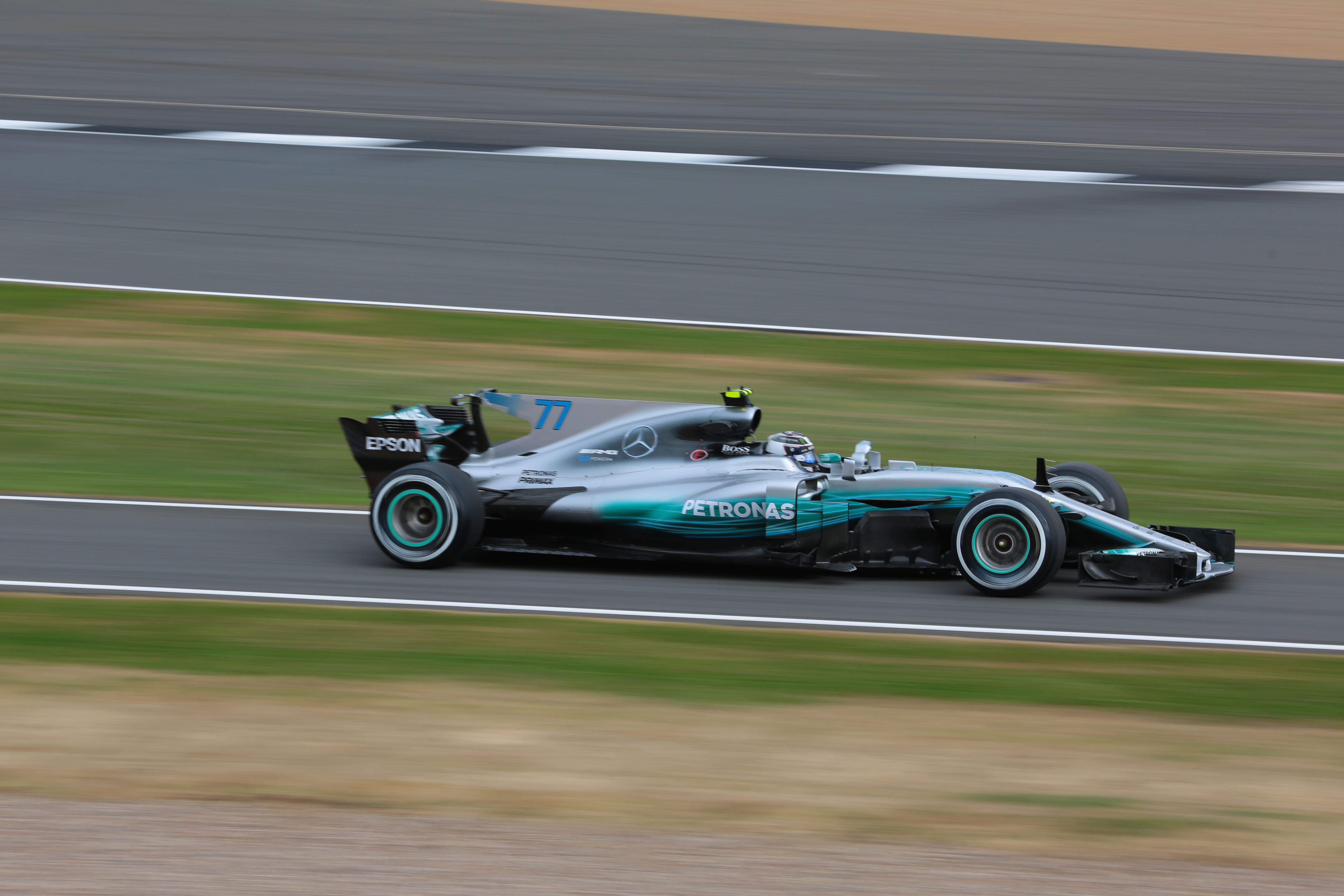
Valtteri Bottas au Grand Prix de Grande-Bretagne 2017.

| Pos.                                                                                      | Pilote            | Écurie               | Qualifications 1 | Qualifications 2 | Qualifications 3 |
| ----------------------------------------------------------------------------------------- | ----------------- | -------------------- | ---------------- | ---------------- | ---------------- |
| 1                                                                                         | Lewis Hamilton    | Mercedes             | 1 min 39 s 069   | 1 min 27 s 893   | 1 min 26 s 600   |
| 2                                                                                         | Kimi Räikkönen    | Ferrari              | 1 min 40 s 455   | 1 min 28 s 992   | 1 min 27 s 147   |
| 3                                                                                         | Sebastian Vettel  | Ferrari              | 1 min 39 s 962   | 1 min 28 s 978   | 1 min 27 s 356   |
| 4                                                                                         | Valtteri Bottas   | Mercedes             | 1 min 39 s 698   | 1 min 28 s 732   | 1 min 27 s 376   |
| 5                                                                                         | Max Verstappen    | Red Bull-TAG Heuer   | 1 min 38 s 912   | 1 min 29 s 431   | 1 min 28 s 130   |
| 6                                                                                         | Nico Hülkenberg   | Renault              | 1 min 39 s 201   | 1 min 29 s 340   | 1 min 28 s 856   |
| 7                                                                                         | Sergio Pérez      | Force India-Mercedes | 1 min 42 s 009   | 1 min 29 s 824   | 1 min 28 s 902   |
| 8                                                                                         | Esteban Ocon      | Force India-Mercedes | 1 min 39 s 738   | 1 min 29 s 701   | 1 min 29 s 074   |
| 9                                                                                         | Stoffel Vandoorne | McLaren-Honda        | 1 min 40 s 011   | 1 min 30 s 105   | 1 min 29 s 418   |
| 10                                                                                        | Romain Grosjean   | Haas-Ferrari         | 1 min 42 s 042   | 1 min 29 s 966   | 1 min 29 s 549   |
| 11                                                                                        | Jolyon Palmer     | Renault              | 1 min 41 s 404   | 1 min 30 s 193   |                  |
| 12                                                                                        | Daniil Kvyat      | Toro Rosso-Renault   | 1 min 41 s 726   | 1 min 30 s 355   |                  |
| 13                                                                                        | Fernando Alonso   | McLaren-Honda        | 1 min 37 s 598   | 1 min 30 s 600   |                  |
| 14                                                                                        | Carlos Sainz Jr.  | Toro Rosso-Renault   | 1 min 41 s 114   | 1 min 31 s 368   |                  |
| 15                                                                                        | Felipe Massa      | Williams-Mercedes    | 1 min 41 s 874   | 1 min 31 s 482   |                  |
| 16                                                                                        | Lance Stroll      | Williams-Mercedes    | 1 min 42 s 573   |                  |                  |
| 17                                                                                        | Kevin Magnussen   | Haas-Ferrari         | 1 min 42 s 577   |                  |                  |
| 18                                                                                        | Pascal Wehrlein   | Sauber-Ferrari       | 1 min 42 s 593   |                  |                  |
| 19                                                                                        | Marcus Ericsson   | Sauber-Ferrari       | 1 min 42 s 633   |                  |                  |
| 20                                                                                        | Daniel Ricciardo  | Red Bull-TAG Heuer   | 1 min 42 s 966   |                  |                  |
| Temps minimal à réaliser pour la qualification : 1 min 44 s 429 (107 % de 1 min 37 s 598) |                   |                      |                  |                  |                  |

### Grille de départ
- Le changement complet du groupe propulseur de sa McLaren vaut à Fernando Alonso, auteur du treizième temps, une pénalité de trente places de recul sur la grille ; il s'élance de la vingtième et dernière place[8],[9].
- En raison d'un changement de la boîte de vitesses de sa Mercedes W08 après la deuxième séance d'essais libre, Valtteri Bottas, auteur du quatrième temps, est pénalisé d'un recul de cinq places sur la grille de départ ; il s'élance de la neuvième place[10],[9].
- Pour la même raison (changement de boîte de vitesses effectué sur sa Red Bull RB13 le samedi matin), Daniel Ricciardo, est pénalisé d'un recul de cinq places ; Red Bull Racing profite du fait qu'il soit relégué en fond de grille pour changer le moteur de sa monoplace et il reçoit donc une nouvelle pénalité de dix places. Il s'élance de la dix-neuvième place à la suite de la pénalisation d'Alonso[11],[9],[12].

## Course

### Classement de la course
| Pos. | no | Pilote            | Écurie               | Tours | Temps/Abandon                      | Grille | Points |
| ---- | -- | ----------------- | -------------------- | ----- | ---------------------------------- | ------ | ------ |
| 1    | 44 | Lewis Hamilton    | Mercedes             | 51    | 1 h 21 min 27 s 430 (221,201 km/h) | 1      | 25     |
| 2    | 77 | Valtteri Bottas   | Mercedes             | 51    | + 14 s 063                         | 9      | 18     |
| 3    | 7  | Kimi Räikkönen    | Ferrari              | 51    | + 36 s 570                         | 2      | 15     |
| 4    | 33 | Max Verstappen    | Red Bull-TAG Heuer   | 51    | + 52 s 152                         | 4      | 12     |
| 5    | 3  | Daniel Ricciardo  | Red Bull-TAG Heuer   | 51    | + 1 min 05 s 955                   | 19     | 10     |
| 6    | 27 | Nico Hülkenberg   | Renault              | 51    | + 1 min 08 s 109                   | 5      | 8      |
| 7    | 5  | Sebastian Vettel  | Ferrari              | 51    | + 1 min 33 s 989                   | 3      | 6      |
| 8    | 31 | Esteban Ocon      | Force India-Mercedes | 50    | + 1 tour                           | 7      | 4      |
| 9    | 11 | Sergio Pérez      | Force India-Mercedes | 50    | + 1 tour                           | 6      | 2      |
| 10   | 19 | Felipe Massa      | Williams-Mercedes    | 50    | + 1 tour                           | 14     | 1      |
| 11   | 2  | Stoffel Vandoorne | McLaren-Honda        | 50    | + 1 tour                           | 8      |        |
| 12   | 20 | Kevin Magnussen   | Haas-Ferrari         | 50    | + 1 tour                           | 16     |        |
| 13   | 8  | Romain Grosjean   | Haas-Ferrari         | 50    | + 1 tour                           | 10     |        |
| 14   | 9  | Marcus Ericsson   | Sauber-Ferrari       | 50    | + 1 tour                           | 18     |        |
| 15   | 26 | Daniil Kvyat      | Toro Rosso-Renault   | 50    | + 1 tour                           | 12     |        |
| 16   | 18 | Lance Stroll      | Williams-Mercedes    | 50    | + 1 tour                           | 15     |        |
| 17   | 94 | Pascal Wehrlein   | Sauber-Ferrari       | 50    | + 1 tour                           | 17     |        |
| Abd. | 14 | Fernando Alonso   | McLaren-Honda        | 32    | Perte de puissance                 | 20     |        |
| Abd. | 55 | Carlos Sainz Jr.  | Toro Rosso-Renault   | 0     | Accrochage                         | 13     |        |
| Np.  | 30 | Jolyon Palmer     | Renault              | 0     | Hydraulique                        | (11)   |        |

### Pole position et record du tour
- Pole position :  Lewis Hamilton (Mercedes) en 1 min 26 s 600 (244,891 km/h)[14].
- Meilleur tour en course :  Lewis Hamilton (Mercedes) en 1 min 30 s 621 (234,025 km/h) au quarante-huitième tour[15].

### Tours en tête
- Lewis Hamilton : 51 tours (1-51)[16].

## Classements généraux à l'issue de la course
| Pos. | Pilote           | Écurie               | Points |
| ---- | ---------------- | -------------------- | ------ |
| 1    | Sebastian Vettel | Ferrari              | 177    |
| 2    | Lewis Hamilton   | Mercedes             | 176    |
| 3    | Valtteri Bottas  | Mercedes             | 154    |
| 4    | Daniel Ricciardo | Red Bull-TAG Heuer   | 117    |
| 5    | Kimi Räikkönen   | Ferrari              | 98     |
| 6    | Max Verstappen   | Red Bull-TAG Heuer   | 57     |
| 7    | Sergio Pérez     | Force India-Mercedes | 52     |
| 8    | Esteban Ocon     | Force India-Mercedes | 43     |
| 9    | Carlos Sainz Jr. | Toro Rosso-Renault   | 29     |
| 10   | Nico Hülkenberg  | Renault              | 26     |
| 11   | Felipe Massa     | Williams-Mercedes    | 23     |
| 12   | Lance Stroll     | Williams-Mercedes    | 18     |
| 13   | Romain Grosjean  | Haas-Ferrari         | 18     |
| 14   | Kevin Magnussen  | Haas-Ferrari         | 11     |
| 15   | Pascal Wehrlein  | Sauber-Ferrari       | 5      |
| 16   | Daniil Kvyat     | Toro Rosso-Renault   | 4      |
| 17   | Fernando Alonso  | McLaren-Honda        | 2      |

| Pos. | Écurie               | Points |
| ---- | -------------------- | ------ |
| 1    | Mercedes             | 330    |
| 2    | Ferrari              | 275    |
| 3    | Red Bull-TAG Heuer   | 174    |
| 4    | Force India-Mercedes | 95     |
| 5    | Williams-Mercedes    | 41     |
| 6    | Toro Rosso-Renault   | 33     |
| 7    | Haas-Ferrari         | 29     |
| 8    | Renault              | 26     |
| 9    | Sauber-Ferrari       | 5      |
| 10   | McLaren-Honda        | 2      |

## Statistiques

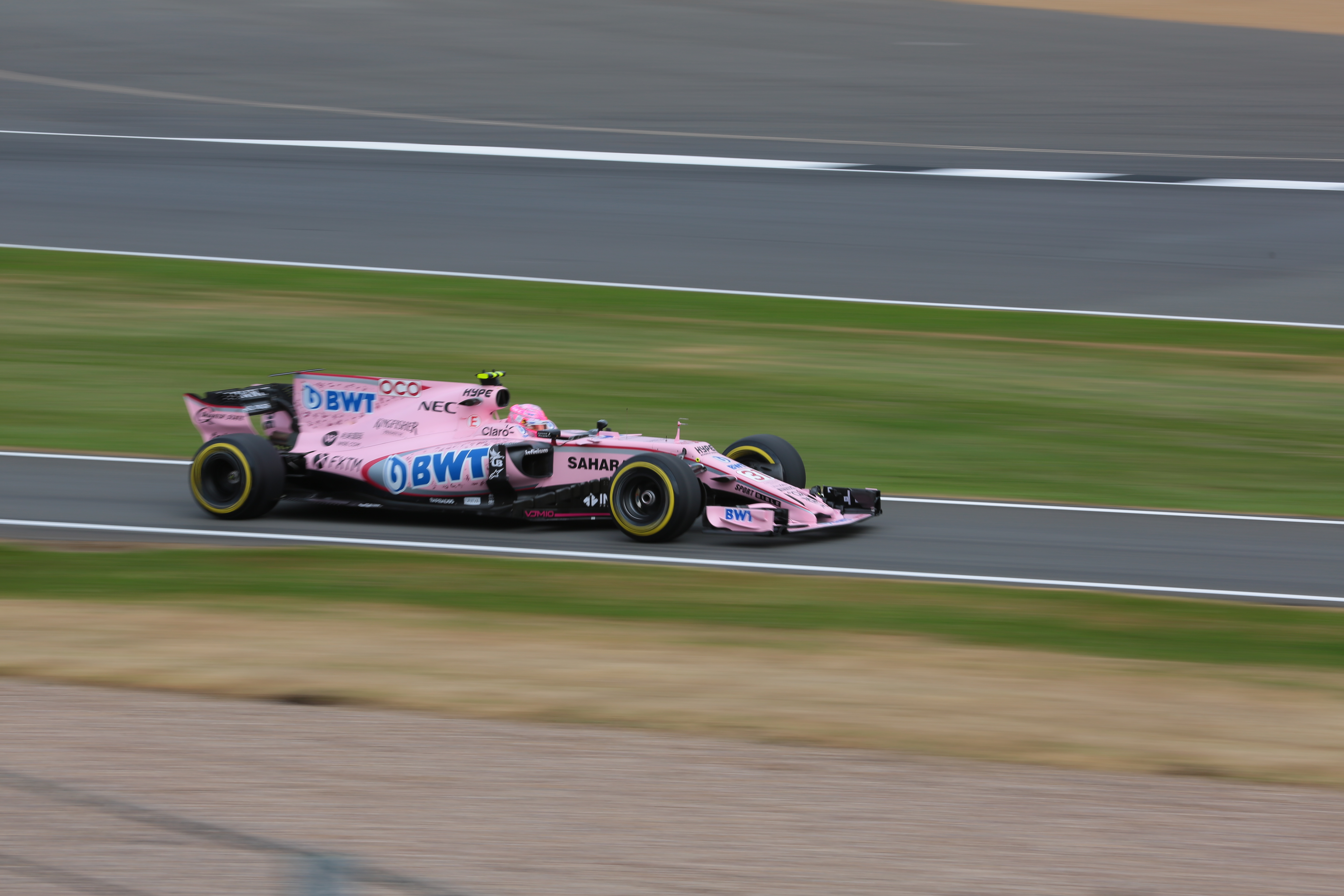
Esteban Ocon au Grand Prix de Grande-Bretagne 2017.

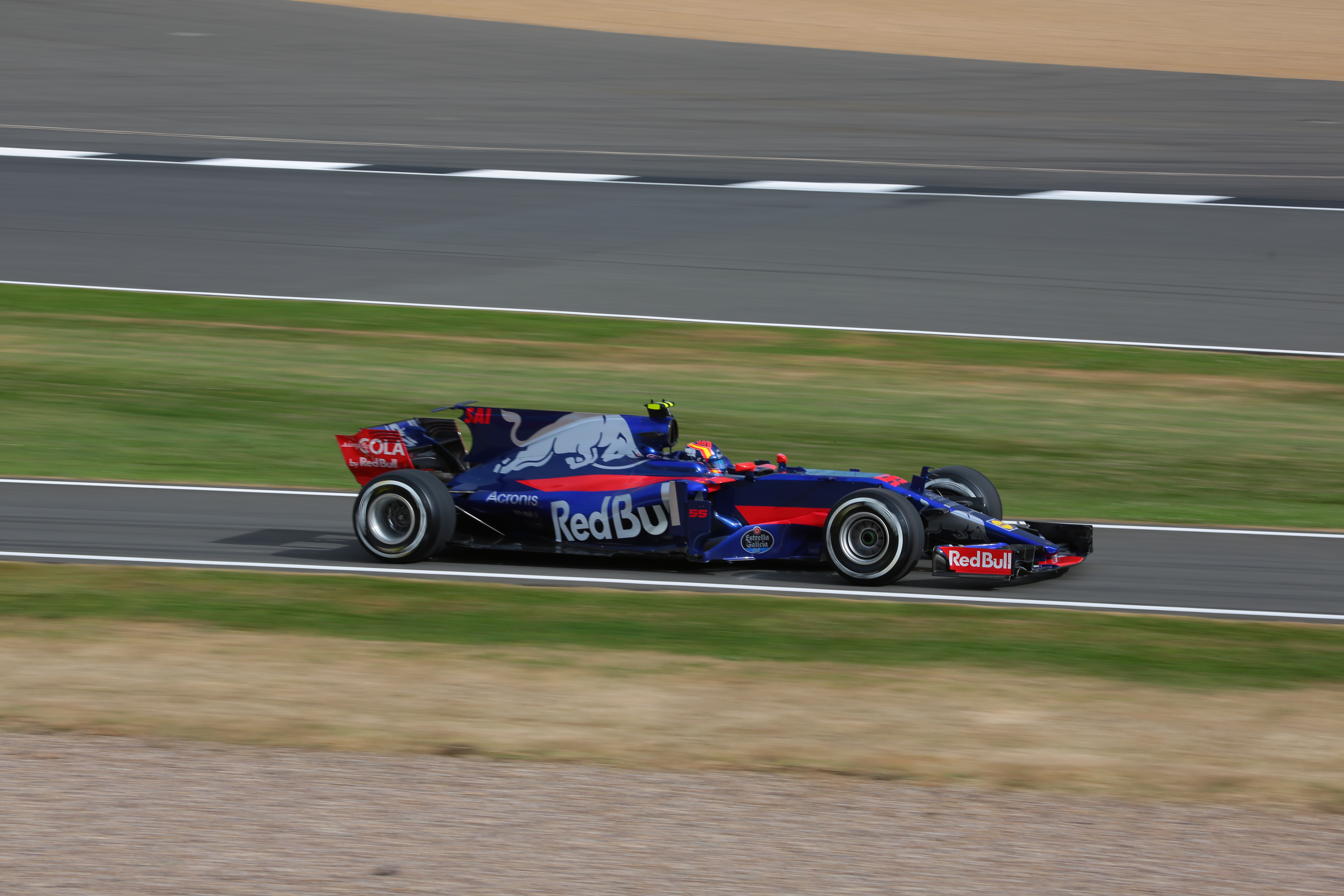
Carlos Sainz Jr. au Grand Prix de Grande-Bretagne 2017.

Le Grand Prix de Grande-Bretagne 2017 représente :
- la 67e pole position de Lewis Hamilton ; le record, détenu par Michael Schumacher étant de 68 pole positions[19],[20] ;
- la 57e victoire de sa carrière pour Lewis Hamilton[21] ;
- le 14e hat-trick de sa carrière pour Lewis Hamilton[22] ;
- le 5e chelem de sa carrière pour Lewis Hamilton[23] ;
- la 70e victoire de Mercedes en tant que constructeur[24] ;
- le 38e doublé de Mercedes en tant que constructeur[25] ;
- la 156e victoire de Mercedes en tant que motoriste[26].

Au cours de ce Grand Prix :
- Lewis Hamilton égale le record de Jim Clark en obtenant sa cinquième pole position au Grand Prix de Grande-Bretagne[27] ;
- Lewis Hamilton égale le record de Jim Clark et d'Alain Prost en obtenant sa cinquième victoire au Grand Prix de Grande-Bretagne[28] ;
- Lewis Hamilton passe la barre des 2 400 points inscrits en Formule 1 (2423 points)[29] ;
- Max Verstappen passe la barre des 300 points inscrits en Formule 1 (310 points)[30] ;
- Daniel Ricciardo est élu « Pilote du jour » lors d'un vote organisé sur le site officiel de la Formule 1[31] ;
- Danny Sullivan (15 Grands Prix chez Tyrrell Racing en 1983, 2 points, vainqueur des 500 miles d'Indianapolis 1985 et champion CART en 1988) a été nommé par la FIA conseiller pour aider dans leurs jugements le groupe des commissaires de course[32].